# معركة الأمانة
معركة الأمانة (بالإنجليزية: Battle of Alamana)‏ هي معركة بين قوات الدولة العثمانية من جانب، وقوات الثوار اليونانين وذلك كإحدى فصول حروب استقلال اليونان. كانت تلك المعركة يوم 22 إبريل 1821 ودارت أحداث المعركة عند جسر الأمانة التجاري، باليونان (حاليًا) وانتهت المعركة بانتصار القوات العثمانية.

## الخلفية التاريخية للمعركة
بعد سقوط ليفاذيا في 1 أبريل 1821 بأيدى كتيبة من المقاتلين اليونانين تحت قيادة أثاناسيوس دياكوس أرسل خورشيد باشا (والي ولاية البوسنة للدولة العثمانية آنذاك) اثنين من قادة الأكفاء من ثيساليا وهما عمر فريوني و كوس محمد الفاتح وذلك على رأس 8000 رجل مع أوامر باخماد التمرد اليوناني في روميلي ثم المضى قدما إلى البيلوبونيز ورفع الحصار المفروض على مدينة طرابلس اليونانية.

## المعركة
قرر أثناسيوس دياكوس قائد قوات التمرد وفرقته معززة من قبل مقاتلي ديميتريوس بانورجياس وقف التقدم العثماني في روميلي من خلال إتخاذ مواقع دفاعية بالقرب من تيرموبيلاى وتم تقسيم القوة اليونانية لثلاثة أقسام تم توزيع الأول على جسر جورجويوتاموس والقسم الثانى على مرتفعات هالكوماتا والقسم الثالث مع دياكوس على جسر الأمانة، اما القوات العثمانية فعند خروجهم من معسكرتهم في ليانوكلادي سرعان ما قسموا أنفسهم وبدأوا بمهاجمة اليونانين بمواقعهم الثلاثة وكانت تركيز العثمانين بالهجوم على جسر الأمانة حيث دياكوس وبعد قتال دام لساعات انهزمت قوات التمرد اليوناني وأصيب قائدهم دياكوس بالمعركة ووقع أسير ليتم اعدامه فيما بعد كمتمرد على الحكم العثماني لتنتهى المعركة بانتصار قوات الدولة العثمانية.

## وصلات خارجية
- The Greek Revolution and the Greek State
- خارطة حرب استقلال اليونان
- خارطة تشكيل اليونان